# 劫薪日2
《劫薪日2》是一款由Overkill Software開發、505遊戲發行的第一人稱射擊遊戲。為2011年遊戲《劫薪日》的續作。於2013年8月13日於Microsoft Windows、PlayStation 3和Xbox 360平台發售，之後陸續移植到PlayStation 4、Xbox One和任天堂Switch。
遊戲背景發生在前作兩年後，一個新的搶匪團來到美國華盛頓特區準備進行另一次搶劫狂歡。玩家扮演這七人搶匪團其中的一位成員，玩家可以選擇獨自行動，或是與最多三位同伴一起行動。遊戲中有各式各樣的搶劫行動，諸如搶銀行、商店和運鈔車，甚至還有製造與銷售毒品。本作相對於前作來說提供了更多玩家自定義選項、更多種類的關卡，以及重製過的潛行技巧。
官方在遊戲發售前曾製作一系列網路短片影集用來宣傳遊戲。2015年6月12日《劫薪日2：犯罪狂潮版》（Payday 2: Crimewave Edition）於PlayStation 4和Xbox One平台發售，提供更好的畫面、新內容，並包含以往全部DLC。
2020年3月初，本作增加了对简体中文和日语的支持。
續作《劫薪日3》在虛幻引擎上製作，定於2023年9月發布，由Koch Media發行。

## 外部連結
- 官方网站（英文）